# NGC 2771
NGC 2771 (другие обозначения — UGC 4817, MCG 8-17-51, ZWG 264.77, KCPG 190B, PGC 25875) — спиральная галактика в созвездии Большой Медведицы. Открыта Джоном Гершелем в 1831 году.
Этот объект входит в число перечисленных в оригинальной редакции «Нового общего каталога».
Галактика NGC 2771 входит в состав группы галактик NGC 2857. Помимо неё в группу также входят ещё 11 галактик.
В 2014 году в галактике вспыхнула сверхновая ASASSN-14iu. Её пиковая видимая звёздная величина составила 15,8m в полосе V, а абсолютная −18,5m, с учётом расстояния до галактики в 72,5 мегапарсека.